# 石城镇 (云浮市)
石城镇，是中华人民共和国广东省云浮市云安区下辖的一个乡镇级行政单位。

## 行政区划
石城镇下辖以下地区：
托洞社区、茶洞社区、托洞村、先锋村、云星村、五星村、留洞村、云雾山村、根围村、高龙村、高潭村、高朗村、红山村、东风村、高岭村、茶洞村、珠洞村、石岩村、迳心村、燎原村、坳背村、蕉坪村和上洞村。